# Oviedo Booling Club
El Oviedo Booling Club es un equipo español de hockey sobre patines, de la ciudad de Oviedo. Compite en la OK Liga Plata.

## Historia
Tras la disolución formal del histórico Club Patín Cibeles tras haber finalizado la temporada 1986/87 en el sexto puesto de la División de Honor, un nuevo club con la denominación de Oviedo Hockey Club se inscribe en la temporada 1987/88 de la máxima categoría, conservando la plaza que ocupaba el Cibeles. Esa temporada coincide en la División de Honor con el Club Patín Santo Domingo, equipo recién ascendido que nació como equipo federado en la cantera del Colegio Santo Domingo de Oviedo, y utilizaba la denominación comercial de El Chico-Santo Domingo por motivos de patrocinio. El Oviedo Hockey Club desciende ese año de categoría a Primera División, mientras que el Santo Domingo se mantuvo en División de Honor. Al año siguiente, tras finalizar la temporada 1988-89, ambos clubes se fusionaron adoptando la denominación de Club Patín Cibeles Santo Domingo, nombre con el que mantuvo la plaza del Santo Domingo en División de Honor a partir de la temporada 1989-90, mientras que la plaza del Oviedo H.C. en Primera División fue ocupada por un equipo filial con el nombre de Cibeles Promesas.
En 1994, y debido a graves desavenencias entre varios directivos, socios y jugadores, se produce la primera gran escisión en el Cibeles Santo Domingo, creándose el Club Patín Roller Oviedo. Ese mismo año, también se funda en Oviedo otro nuevo club, el Oviedo Booling Club, con un grupo de jugadores que hasta ese momento habían formado parte del Club Centro Asturiano de Oviedo.
En 1997, el Club Patín Cibeles Santo Domingo se reconvierte en Club Patín Cibeles, denominación igual a la del histórico equipo desaparecido, pero esta vez debido a motivos comerciales, ya que el principal patrocinador del equipo era chocolates La Cibeles, hasta 2001. A partir de 2001 entran diversos patrocinadores, y el equipo va cambiando de denominación: Deasa Cibeles, que está desde 2002 hasta 2004, y después Esfer Oviedo y Adico Oviedo.
En 1999 se traslada al Polideportivo Municipal "Pepín Moreno" de Fozaneldi y asciende a División de Honor,aunque acaba descendiendo y jugando dos años consecutivos en Primera Nacional. En la temporada 2002-03 asciende sin muchos problemas a OK Liga, pero desciende de nuevo la temporada 2003-04. En la 2004-05 asciende de nuevo a OK Liga, pero no se consigue la permanencia. La temporada 2006-07 es una temporada deportivamente hablando casi perfecta, disputando la final de la I Copa SAR el Príncipe celebrada en Oviedo y ganando la OK Liga Plata. Sin embargo es una de las peores temporadas de la historia en el tema extradeportivo, con diversos problemas económicos y disciplinarios. Debido a ello, en la temporada 2007-08 se produce la segunda escisión en el club, con la creación del Club Patín la Corredoria, que forman casi la mitad de los jugadores del Esfer Oviedo de la temporada 2006-07. En la temporada 2007-2008 acaba la OK Liga en última posición con 8 puntos, la menor puntuación de la historia del club, y desciende a OK Liga Plata. En enero de 2009 se produce la retirada del equipo de la OK Liga Plata por falta de fondos y el club es sancionado con 9.000 euros de multa
En la temporada 2009-10 el Oviedo Booling Club, que había sido fundado en 1994, absorbe al Esfer Oviedo mediante una fusión.
Fue uno de los equipos participantes en la I edición de la OK Liga Bronce, logrando el ascenso a la OK Liga Plata 2019-20.

## Palmarés
- 2007: Campeón de OK Liga Plata
- 2007: Subcampeón Copa Príncipe